# Erich Mende
Erich Mende (Strzelce Opolskie, 28 de octubre de 1916-Bonn, 6 de mayo de 1998) fue un político alemán, integrante del Partido Democrático Liberal (FDP) y la Union Demócrata Cristiana de Alemania (CDU). Fue presidente del FDP entre 1960 y 1968, Vicecanciller de Alemania entre 1963 y 1966 y ministro de Estado del canciller Ludwig Erhard.

## Biografía
Nació en Strzelce Opolskie, en la Provincia de Silesia, en lo que entonces era el Reino de Prusia (actual Voivodato de Opole en Polonia). Fue el tercero de los cuatro hijos de Max Mende (1885-1943) y su esposa Anna (1889–1968), nacida Krawietz.
Antes de iniciar su carrera política, participó en la Segunda Guerra Mundial, siendo gravemente herido durante la Invasión a Polonia. Durante la guerra recibió varias condecoraciones, como la Cruz de Caballero de la Cruz de Hierro. Tras ser capturado por los británicos y ser posteriormente liberado por los mismos, Mende estudió leyes y ciencias políticas en la Universidad de Colonia, recibiendo un doctorado en 1949.

## Trayectoria
Fue uno de los fundadores del Partido Democrático Liberal (FDP) en 1945, siendo elegido diputado al Bundestag en 1949. Entre 1960 y 1968 (año en que fue reemplazado por Walter Scheel) ejerció la presidencia del FDP.
Durante el gobierno del canciller Ludwig Erhard sirvió como vicecanciller federal y Ministro de Asuntos Nacionales. Dejó el Bundestag en 1969.
Al año siguiente, el FDP se convirtió en socio de coalición del SPD. En protesta de la Ostpolitik de Willy Brandt y el reconocimiento de la Línea Oder-Neisse, Mende abandonó el FDP. En 1970 se unió a la Unión Demócrata Cristiana (CDU) y sirvió nuevamente como diputado al Bundestag entre 1972 y 1980.
Falleció en Bonn el 6 de mayo de 1998.